# Dichaetomyia apicalis
Dichaetomyia apicalis är en tvåvingeart som först beskrevs av Stein 1904.  Dichaetomyia apicalis ingår i släktet Dichaetomyia och familjen husflugor. Inga underarter finns listade i Catalogue of Life.